# Arophyteae
Arophyteae, tribus kozlačevki, dio je potporodice Aroideae.. Sastoji se od 3 roda sa ukupno 12 vrsta, sve su madagaskarski endemi.

## Rodovi
1. Arophyton Jum., 7 vrsta
2. Carlephyton Jum., 4 vrste
3. Colletogyne Buchet, 1 vrsta